# Дьомська сільська рада
Дьо́мська сільська рада (рос. Дёмский сельский совет) — муніципальне утворення у складі Біжбуляцького району Башкортостану, Росія. Адміністративний центр — село Дьомський.

## Населення
Населення — 2085 осіб (2019, 2646 в 2010, 3102 в 2002).

## Склад
До складу поселення входять такі населені пункти:
| Населений пункт       | Населення, осіб (2002) | Населення, осіб (2010) |
| --------------------- | ---------------------- | ---------------------- |
| Азнаєво, село         | 444                    | 411                    |
| Боголюбовка, присілок | 201                    | 158                    |
| Дьомський, село       | 1157                   | 1028                   |
| Набережний, присілок  | 375                    | 334                    |
| Ольховка, присілок    | 221                    | 151                    |
| Тулубаєво, присілок   | 378                    | 319                    |
| Хомутовка, присілок   | 326                    | 245                    |